# Antonio Busini
Antonio Busini (Padova, 5 luglio 1904 – Riccione, 20 agosto 1975) è stato un dirigente sportivo e calciatore italiano, di ruolo centrocampista.
Dopo aver concluso la carriera di calciatore fu per molti anni direttore tecnico del Milan, affiancando diversi allenatori rossoneri. Fu anche reggente pro tempore del Milan (all'epoca Associazione Calcio Milano) da luglio 1944 ad aprile 1945.
È il fratello minore di Federico Busini, anch'egli calciatore di Bologna e Padova, e spesso veniva riportato come Busini III. I due hanno anche un terzo fratello conosciuto come Busini II, nato nel 1903.

## Carriera

### Calciatore
Busini iniziò a giocare nella squadra della sua città natale, il Padova, con cui esordì a solo sedici anni in Prima Categoria, disputando in totale 7 edizioni della massima serie del campionato italiano.
Nal 1927 si trasferì al Bologna, sempre nel campionato di Divisione Nazionale, in cui rimase per 4 stagioni, vincendo l'ultima edizione della Divisione Nazionale e debuttando nella neonata Serie A il 6 ottobre 1929 A Roma contro la Lazio (3-0 per i laziali).
Nel 1928, dal 5 agosto al 5 settembre, aggregato al Brescia, disputò con la maglia delle rondinelle una tournée in terra americana. Salpati dal porto di Genova il 23 luglio 1928 sul transatlantico Duilio raggiunsero New York dopo 10 giorni di navigazione e in 30 giorni disputarono 9 partite; Busini scese in campo 8 volte con la maglia del Brescia, realizzando 5 reti.

Busini III (in alto, terzo da destra) nel Bologna campione d'Italia della stagione 1928-1929

Nel 1931 passò alla Fiorentina, dove rimase per due anni. Dopo una stagione disputata nuovamente con il Padova, nel 1934 si trasferì alla Sampierdarenese, neopromossa in Serie A, realizzando la prima rete della storia dei liguri (nel successo interno sul Bologna alla prima del campionato 1934-1935). Prima di ritirarsi nell'agosto del 1937 disputò un'amichevole con la maglia del Milan contro l'Inter (sconfitta per 2-1).
In totale ha disputato 372 partite e realizzato 112 reti nella massima serie italiana, di cui 13 con 3 gol in Prima Categoria, 86 con 41 reti in Prima Divisione, 76 con 36 gol in Divisione Nazionale e 197 con 32 reti in Serie A.
Busini giocò anche una partita con la Nazionale italiana, il 28 aprile 1929 in amichevole a Torino contro la Germania (2-1 per i tedeschi).

### Direttore tecnico
Busini dopo il ritiro assunse la carica di direttore tecnico e direttore sportivo del Milan che ricoprì alternativamente tra il 1940 e il 1956. Come direttore tecnico durante questo periodo affiancò in panchina Guido Ara (1940-1941), Lajos Czeizler (dal 1949 al 1952), Mario Sperone (1952-1953), Gunnar Gren (1953) e Arrigo Morselli (1953) per un totale di 193 partite ufficiali vincendo uno scudetto e una Coppa Latina.
Da luglio 1944 ad aprile 1945 fu anche reggente pro tempore del Milan (all'epoca Associazione Calcio Milano) sostituendo al vertice dei rossoneri il commissario straordinario Umberto Trabattoni, suo suocero, che poi tornò alla guida del Milan come presidente nel 1945 proprio al posto di Busini.
Da aprile a novembre del 1951 fece parte insieme a Piercarlo Beretta e Gianpiero Combi della commissione tecnica che guidò l'Italia per 5 partite (2 vittorie contro Portogallo e Francia e 3 pareggi con Jugoslavia, Svezia, e Svizzera).

## Statistiche

### Cronologia presenze e reti in nazionale
| Cronologia completa delle presenze e delle reti in nazionale ― Italia | Cronologia completa delle presenze e delle reti in nazionale ― Italia | Cronologia completa delle presenze e delle reti in nazionale ― Italia | Cronologia completa delle presenze e delle reti in nazionale ― Italia | Cronologia completa delle presenze e delle reti in nazionale ― Italia | Cronologia completa delle presenze e delle reti in nazionale ― Italia | Cronologia completa delle presenze e delle reti in nazionale ― Italia | Cronologia completa delle presenze e delle reti in nazionale ― Italia |
| Data                                                                  | Città                                                                 | In casa                                                               | Risultato                                                             | Ospiti                                                                | Competizione                                                          | Reti                                                                  | Note                                                                  |
| --------------------------------------------------------------------- | --------------------------------------------------------------------- | --------------------------------------------------------------------- | --------------------------------------------------------------------- | --------------------------------------------------------------------- | --------------------------------------------------------------------- | --------------------------------------------------------------------- | --------------------------------------------------------------------- |
| 28-4-1929                                                             | Torino                                                                | Italia                                                                | 1 – 2                                                                 | Germania                                                              | Amichevole                                                            | -                                                                     |                                                                       |
| Totale                                                                |                                                                       | Presenze                                                              | 1                                                                     |                                                                       | Reti                                                                  | 0                                                                     |                                                                       |

## Palmarès

### Calciatore
- Campionato italiano: 1

Bologna: 1928-1929

### Direttore tecnico

#### Competizioni nazionali
- Campionato italiano: 1

Milan: 1950-1951

#### Competizioni internazionali
- Coppa Latina: 1

Milan: 1951